# Castello di Coswig
Il castello di Coswig (Schloss in Coswig in Sassonia-Anhalt) è un castello situato presso Coswig (Anhalt), una città di 12.802 abitanti della Sassonia-Anhalt, in Germania, a 13 km da Wittenberg.

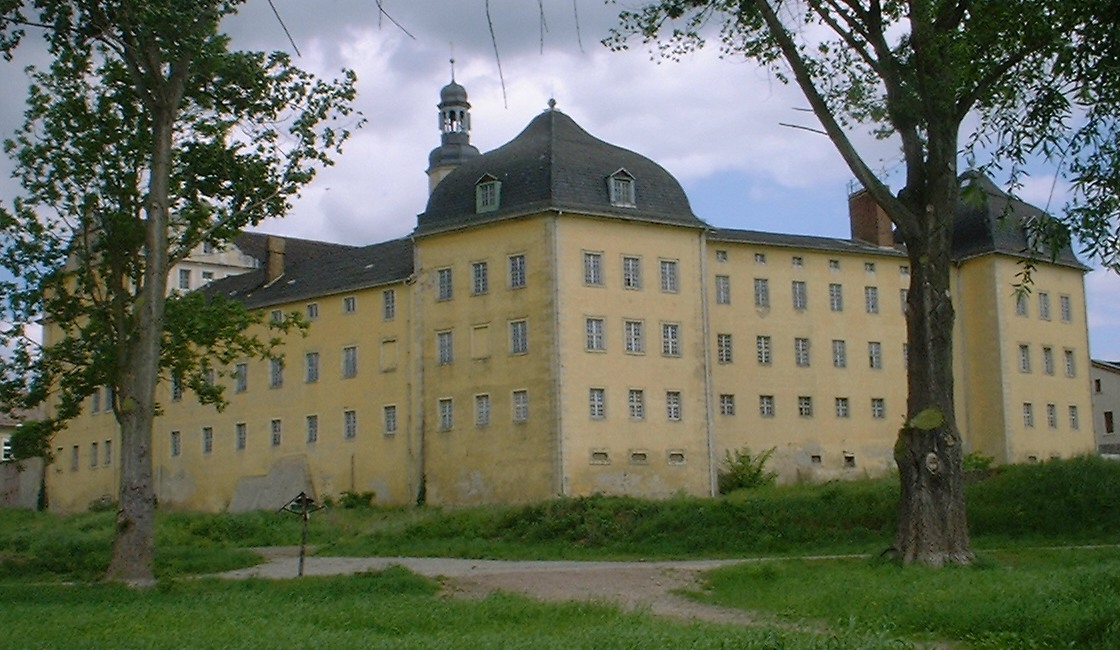
Il castello nel 2006, prima dell'inizio dei restauri

## Storia
Il castello deriva da una costruzione fortificata precedente, di cui esistono testimonianze a partire dal 1187. All'epoca Coswig era uno degli insediamenti più importanti a nord dell'Elba, fin quando, nel 1547, le truppe imperiali la rasero al suolo come rappresaglia verso il principe Wolfgang di Anhalt-Köthen, sostenitore di Lutero dagli inizi e residente al castello.
L'edificio fu modificato all'inizio del XVII secolo dalla principessa Magdalena di Oldenburg, seconda moglie di Rodolfo di Anhalt-Zerbst, che lo abitò solo per un breve periodo. Verso la fine della guerra dei trent'anni vi tornò, lo elesse a propria residenza vedovile e lo occupò fino alla morte, avvenuta nel 1657. Dieci anni dopo vi si trasferì Sophia Augusta, principessa di Holstein-Gottorp, anch'essa alla morte del consorte principe Giovanni VI di Anhalt-Zerbst. Sophia Augusta svolgeva da Coswig il ruolo di reggente per il principe Carl Wilhelm, che all'epoca era ancora minorenne, e ad essa vanno ascritte le maggiori trasformazioni, che tra il 1670 e il 1675 diedero al castello l'impostazione di un edificio barocco.
L'ultima principessa che lo elesse a propria residenza fu Federica Augusta Sofia di Anhalt-Bernburg, cognata di Caterina la Grande (che nasceva principessa di Anhalt-Zerbst) che visse a Coswig fino alla sua morte, avvenuta nel 1827.
Il destino del castello cambiò molte volte negli anni: durante la guerra austro-prussiana del 1866 fu utilizzato come ospedale militare, e come luogo di detenzione militare durante la guerra franco-prussiana del 1870-71. Subito dopo allora, il castello fu trasformato in carcere, fino al 1958, e dal 1961 al 1995 divenne sede dell'archivio di stato. Privatizzato nel 1998, è stato acquistato nel 2006 dal progetto Et in Arcadia ego, che dal 2007 ne cura il restauro.
Nel 1789 con tutta probabilità vi soggiornò Wolfgang Amadeus Mozart, di passaggio durante il suo viaggio che toccò Dresda, Lipsia e Berlino.

## Struttura
L'attuale struttura del castello ricalca essenzialmente l'impianto dell'edificio barocco realizzato nel 1670 dalla principessa Sophia Augusta Anhalt-Zerbst.
Pur se non è attestato con precisione come fossero i giardini che sicuramente circondavano il complesso, troviamo ancora il fossato intorno ai lati ovest e nord. L'ingresso è rimasto lo stesso, con due edifici di guardia ai lati e una corte alla cui sinistra sono le scuderie (modificate nel XVIII secolo, ma costruite con tutta probabilità nel XVI secolo) e l'edificio che fu l'ospedale della prigione (XIX secolo, fine), e a destra l'ingresso principale orientato ad est, sormontato da un magnifico portale in pietra.
La forma è quadrilatera irregolare, probabilmente costruita per dar risalto al rapporto con il fiume e con una interessante progettazione prospettica che ne cambia le proporzioni a seconda dell'angolazione da cui si guarda.
Il corpo principale è a nord e consta di tre piani, un sottotetto e cantine ampie. Al centro svetta una torre ottagonale che contiene la raffinata scala elicoidale. A est e ad ovest troviamo due ali più basse e due torri collegate da un'ala bassa rivolta a sud con una splendida terrazza sul fiume Elba. L'ingresso si apre sulla corte interna, scandita sui lati est e ovest da porticati.
Negli anni 1872 e seguenti il castello fu trasformato in una prigione, con ampliamenti nelle ali sud e ovest; alcuni decenni fa vi fu trasferito l'archivio di stato, che determinò aggiunte ulteriori e manomissioni strutturali. Dal 2007 è in corso il restauro, che si prefigge di eliminare tutte queste superfertazioni e riportare il complesso allo splendore originario attraverso procedimenti, tecniche e materiali filologici.
Gli elementi stilistici più evidenti sono senz'altro tardo-rinascimentali e barocchi, questi ultimi riscontrabili soprattutto nella disposizione degli spazi interni (ad esempio nelle enfilade di sale, nella sequenza di sale da parata, mentre agli angoli troviamo appartamenti secondo un modello di "casa in villa".
L'ultima principessa della famiglia Anhalt-Zerbst morì nel 1827, dopodiché il castello fu a varie riprese svuotato di tutti i suoi arredi e della quadreria, che sembra essere stata piuttosto importante. Nel 1866 il castello fu utilizzato come ospedale militare, e quel poco che ancora vi era rimasto fu trasferito al castello di Bernburg.
Negli anni in cui il complesso fu trasformato per farne una prigione (nel 1872/73, e ulteriormente nel 1891), furono alzate e ampliate le ali sud e ovest, le sale furono suddivise in celle, furono ridotte le aperture delle finestre.